# Olli-Pekka Kallasvuo

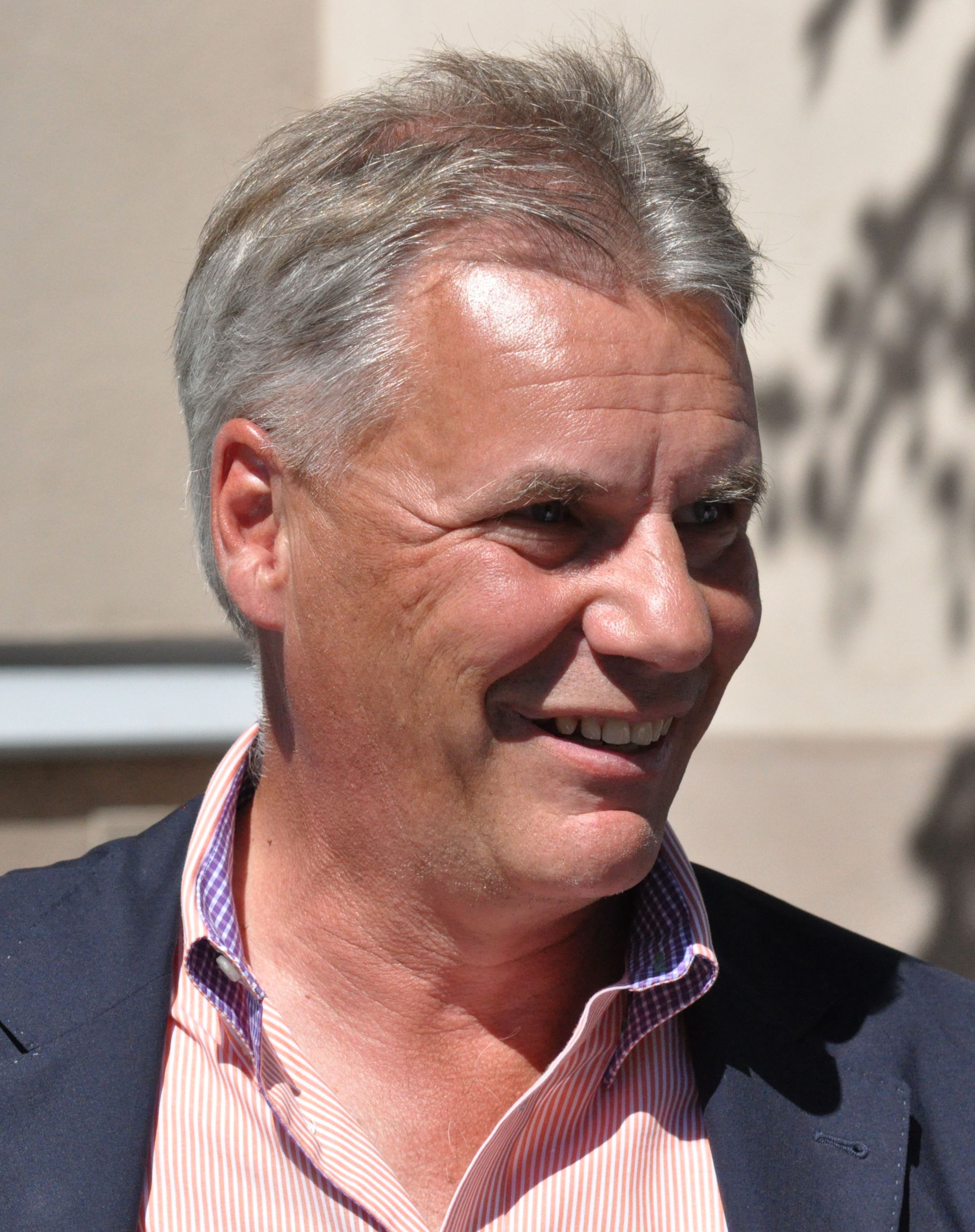
Olli-Pekka Kallasvuo (2011)

Olli-Pekka Kallasvuo (* 13. Juli 1953 in Lavia) ist ein finnischer Manager. Von 2005 bis 2010 war er Vorstandsvorsitzender und Generaldirektor von Nokia.

## Ausbildung
Kallasvuo hat an der Universität Helsinki Jura studiert und mit einem Master’s Degree abgeschlossen (LL.M.).

## Karriere bei Nokia
1980 begann Kallasvuo bei Nokia als Justiziar. In den folgenden Jahren stieg er immer weiter in dem Unternehmen auf. So wurde er 1987 Assistent des Vizepräsidenten der Rechtsabteilung und ein Jahr später für die Finanzabteilung. 1990 wurde er zum Senior Vizepräsidenten der Finanzabteilung. Zwei Jahre später wurde er zum stellvertretenden Vorstandsvorsitzenden und Chief Financial Officer ernannt und übernahm die Leitung der Handy-Sparte des Unternehmens. Zum 1. Oktober 2005 löste er den bisherigen Konzern-Chef Jorma Ollila ab, der nach über 13 Jahren an der Konzernspitze zurücktrat. Seitdem war Kallasvuo Geschäftsführer von Nokia. Zum 1. Februar 2006 übernahm er auch den Posten des ausgeschiedenen Vorstandsvorsitzenden von Nokia, Pekka Ala-Pietilä. Auf beiden Positionen folgte ihm am 21. September 2010 Stephen Elop nach.
Vor seiner Tätigkeit bei Nokia war er mit verschiedenen Aufgaben bei der Union Bank of Finland betraut.

## Negative Schlagzeilen
2005 musste Kallasvuo eine Geldstrafe von 31.000 Euro zahlen, da er den Import von Luxusgütern auf einem Flug von der Schweiz nach Helsinki nicht versteuert hatte. Kallasvuo musste nicht vor Gericht erscheinen, da er die Vorwürfe nicht bestritt.
Im März 2008 geriet er besonders in Deutschland in die Schlagzeilen, weil sich sein Gehalt für 2007 auf 3,4 Millionen Euro erhöht hatte und im Vergleich zum Vorjahr verdoppelte, während die Nokia-Beschäftigten in Bochum um ihren Arbeitsplatz bangten. Beträchtliche Einnahmen aus Aktienpapieren von Nokia sind dabei noch nicht berücksichtigt (der Kurs legte 2007 um 75 % zu). Die Zahlen gehen aus einem Bericht an die US-Börsenaufsicht SEC hervor.
Aufgrund seiner unnachgiebigen Haltung im Dialog über die Schließung des Bochumer Nokia-Werks mit deutschen Betriebsräten und Politikern wird ihm von deutschen Medien immer wieder „Arroganz“ vorgeworfen. Das negative persönliche Image Kallasvuos wird von Kommentatoren mit für den Umsatzeinbruch verantwortlich gemacht, den Nokia 2008 in Deutschland erlitt.

## Privates
Kallasvuo ist mit Ursula Ranin, einer ehemaligen Nokia-Angestellten verheiratet. Er hat aus erster Ehe zwei erwachsene Kinder, Jussi und Anu Kallasvuo.